# Johann Georg Melchior Schmidtner
Johann Georg Melchior Schmidtner (Augusta, 1625 – Augusta, 1707) è stato un pittore tedesco.
Johann Georg Melchior Schmidtner è stato allievo di Johann Heinrich Schönfeld. Trascorse 15 anni in Italia. Schmidtner ha creato disegni e pale d'altare, soprattutto per le chiese sveve.
Il suo dipinto più famoso è Maria che scioglie i nodi commissionato da Hieronymus Ambrosius Langenmantel (1641-1718) e donato per l'altare di famiglia nella chiesa di St. Peter am Perlach ad Augusta.

## Opere
- 1685: Die Sieben Geschenke des Heiligen Geistes (I sette doni dello Spirito Santo), Augusta
- 1685: Kreuzabnahme Christi (Discesa dalla croce), Mickhausen
- 1687: Maria Knotenlöserin (Maria che scioglie i nodi), Augusta
- 1690: Aufnahme des heiligen Martins in den Himmel (Ricevimento di San Martino nel cielo), Lamerdingen
- 1697: Heilige Familie und Johannes der Täufer (Sacra Famiglia e Giovanni Battista), Asch